# Kai Luibrand
Kai Luibrand (* 24. April 1994 in Biberach an der Riß) ist ein deutscher Fußballspieler.

## Karriere
Luibrand begann seine Karriere in der Jugend des SSV Ulm 1846. Dort durchlief er bis zur U-19 die Jugendmannschaften, konnte sich 2013 aber nicht für die erste Mannschaft empfehlen und wechselte zum TSV Reichenbach in die Verbandsliga Nordbaden. Nach einem einjährigen Engagement bei den Kickers Pforzheim wechselte er in die zweite Mannschaft des Karlsruher SC, wo er bald zum Stammspieler avancierte. Bei der 0:3-Niederlage gegen den 1. FC Nürnberg am 16. Oktober 2016 stand der Mittelstürmer erstmals im Kader der Zweitligamannschaft, kam jedoch zu keinem Einsatz. Beim 0:0-Unentschieden gegen Dynamo Dresden am 9. Dezember 2016, dem 16. Spieltag der Saison 2016/17, kam Luibrand zu seinem ersten Einsatz für die Profimannschaft in der 2. Bundesliga, als er in der 90. Spielminute für Moritz Stoppelkamp eingewechselt wurde. Seinen ersten Startelfeinsatz hatte er am 21. Mai 2017, dem 34. Spieltag dieser Saison, bei der 1:2-Auswärtsniederlage gegen Eintracht Braunschweig. Nach dem Abstieg der Karlsruher in die 3. Liga am Saisonende gehörte er fest dem Profikader an. Doch auch in der 3. Liga konnte er sich in der Mannschaft nicht festsetzen und kam nur noch zu vier Kurzeinsätzen.
Am Ende der Saison wechselte er zurück zu seinem Jugendverein SSV Ulm 1846. Auch dort kam er nur zu zwei Kurzeinsätzen in der Liga sowie zwei weiteren Einsätzen in den ersten beiden Runden des WFV-Pokals, sodass er sich zur Saison 2019/20 dem FV Illertissen in der Regionalliga Bayern anschloss. Im Sommer 2023 wechselte er zum Verbandsligisten FV Biberach. Die Saison endete für Luibrand und seinen Verein enttäuschend: als Tabellenvorletzter stieg man in die Landesliga ab, wo Luibrand seitdem aufläuft.